# ولادیمیر پطروسیان
ولادیمیر (اوهان) گغامی پطروسیان (ارمنی: Վլադիմիր (Օհան) Գեղամի Պետրոսյան؛ زاده ۳ مهٔ ۱۹۴۱ - درگذشته ۲۵ دسامبر ۲۰۲۴) مجسمه‌ساز، سیاستمدار اهل ارمنستان بود. نماینده دوره اول شورای عالی جمهوری  ارمنستان بود.

## زندگی‌نامه
وی در ۳ مهٔ ۱۹۴۱ در استارایا روسا به دنیا آمد و از انستیتو دولتی هنری و نمایشی ایروان (۱۹۶۴) فارغ‌التحصیل گشت.   وی همچنین برنده جوایزی همچون نقاش شایسته جمهوری ارمنستان شد. وی در ۲۵ دسامبر ۲۰۲۴ در سن ۸۳ سالگی در ایروان درگذشت.

## آثار
- کتابخانه کودکان خنکو آپر
- بنای یادبود فرانتس ورفل Ֆրանց Վերֆելի հուշարձան
- بنای یادبود تاراس شچنکو Տարաս Շևչենկոյի հուշարձան

## نگارخانه

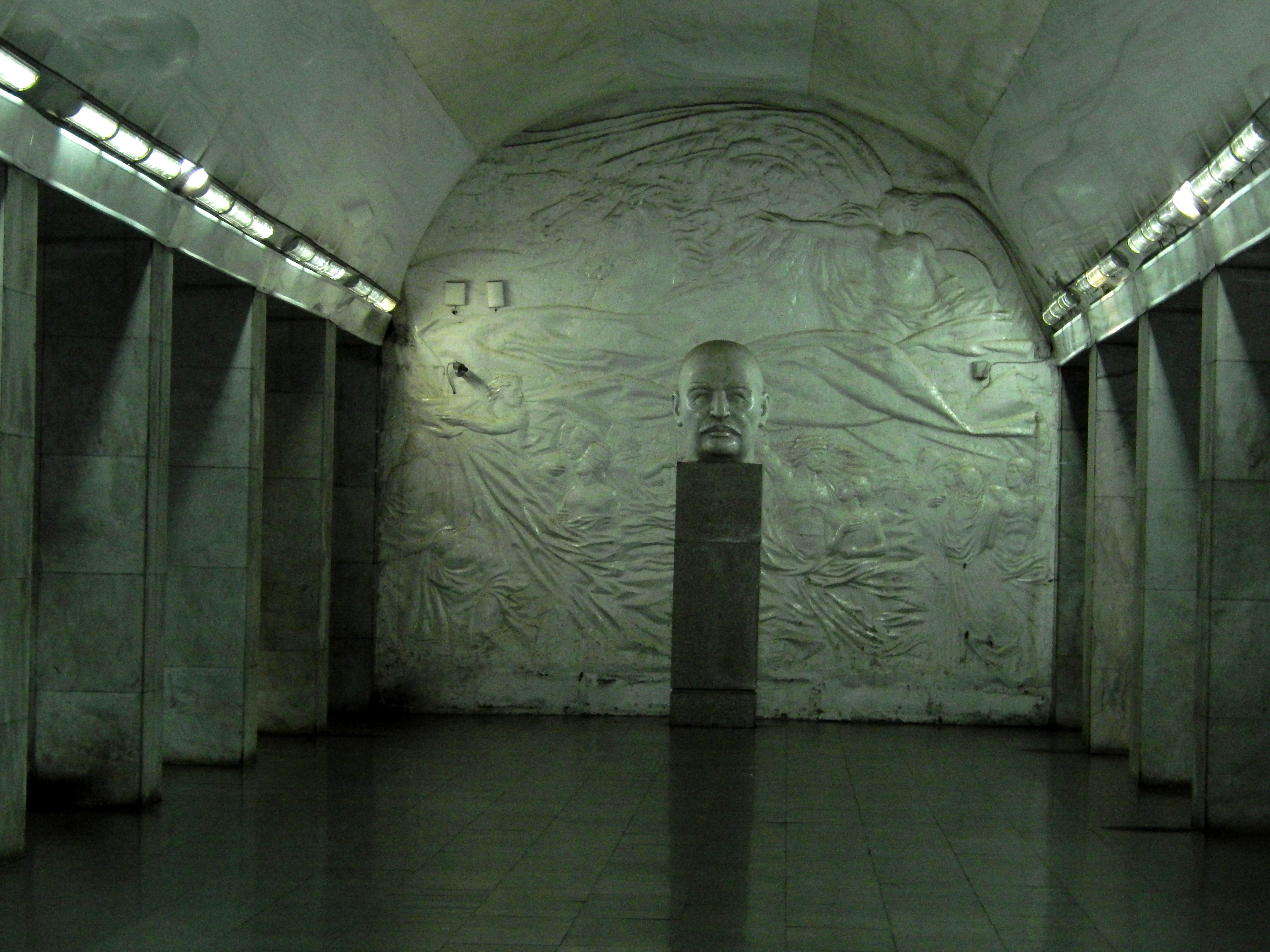
«نیم‌تنه مارشال باقرامیان» در ایستگاه متروی مارشال باقرامیان
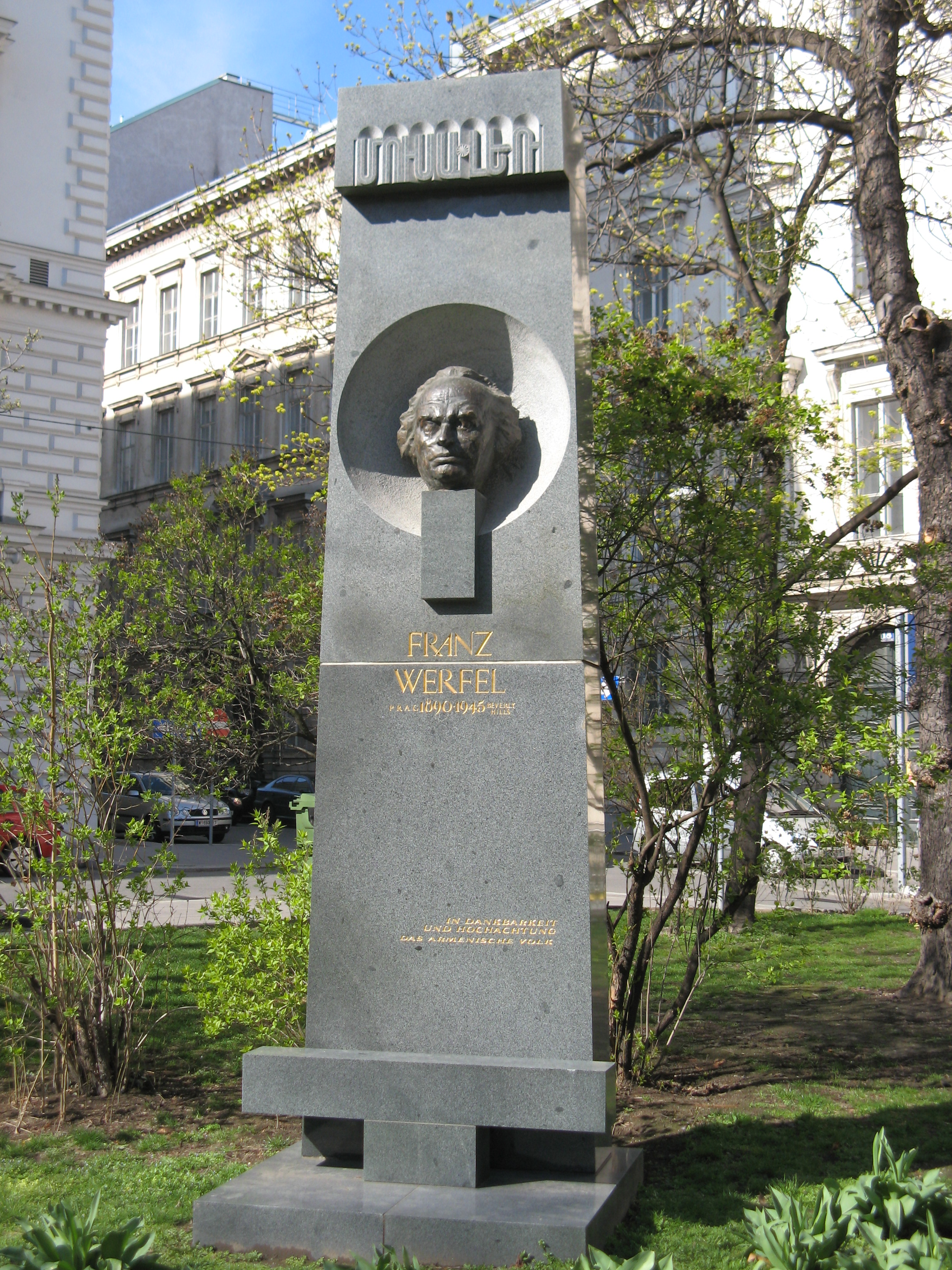
Ֆրանց Վերֆելի դիմաքանդակ-հուշակոթող
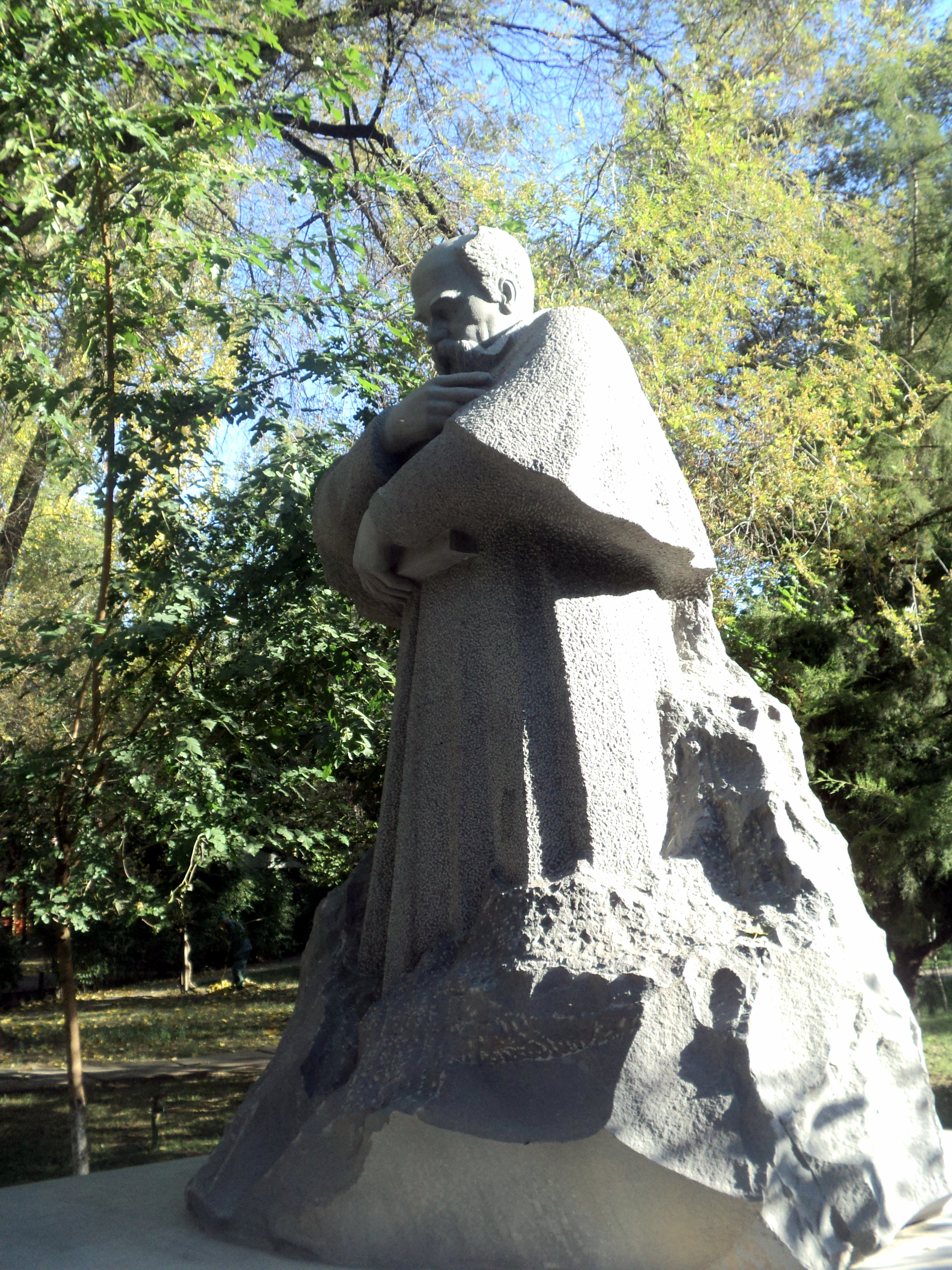
hy:Տարաս Շևչենկոյի հուշարձան (Երևան)
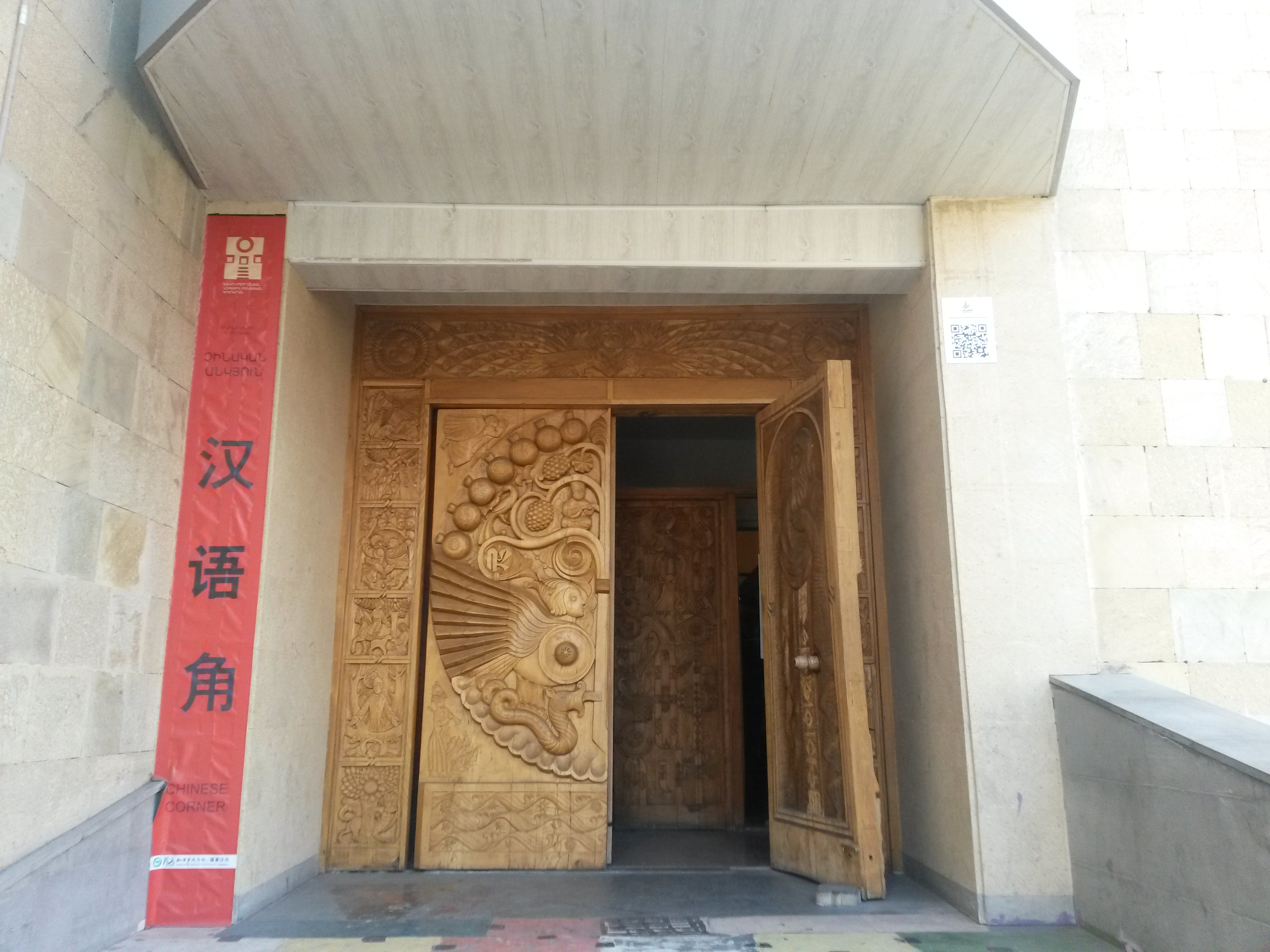
درب کتابخانه کودکان خنکو آپر